# Kinga Gajewska
Kinga Magdalena Gajewska, née le 22 juillet 1990 à Varsovie, est une femme politique, politologue, avocate et fonctionnaire locale polonaise. Elle est députée au sein de la Diète depuis les élections parlementaires de 2015.

## Biographie

### Formation
Kinga Gajewska fréquente le lycée bilingue Stefan Żeromski à Varsovie. Elle obtient en 2011 une bourse pour l'Université libre de Berlin, où elle étudie au sein de l'École des leaders politiques. Elle dirige depuis 2010 sa propre entreprise.
En 2014, elle obtient son diplôme de sciences politiques au sein de la Faculté de journalisme et de sciences politiques de l'Université de Varsovie, puis obtient un doctorat dans la même faculté en 2017. Elle obtient également en 2018 une maîtrise de droit à la Faculté de droit et d'administration de la même université.

### Vie privée
Elle épouse en 2018 le député Arkadiusz Myrcha, avec qui elle a trois enfants.
Elle est également pilote de motocross en compétition. Au cours de la saison 2013, elle obtient la troisième place du championnat polonais, et est sélectionnée pour l'équipe nationale au cours de la saison 2014. Elle fait d'ailleurs partie du Comité des femmes de l'Association automobile polonaise. Elle participe à l'organisation de la première Coupe de Pologne de motocross féminin en 2011, et le Championnat de Pologne de motocross féminin en 2013.
Pendant 12 ans, elle fait partie de l'ensemble de danse latino-américaine « BRAWKO ». De 1999 à 2003, elle participe aux Championnats polonais de formation de danse à Kraśnik, remportant plusieurs fois le deuxième prix dans la catégorie « danse latine », ainsi qu'au Festival international de chant et de danse pour enfants à Konin, recevant de nombreuses médailles d'argent et de bronze pour ses performances.

## Parcours politique
En 2008, elle rejoint le parti Plateforme civique, et est nommée aux instances régionales et locales du parti. Elle y assume le poste de présidente de l'Association des Jeunes Démocrates à Varsovie, puis dans la voïvodie de Mazovie. Elle se présente, sans succès, aux élections européennes de 2014 (où elle obtient 6 221 voix). Lors des élections locales de la même année, elle est élue conseillère au Parlement de Mazovie (avec 10 004 voix), sur la liste du parti Plateforme civique (Platforma Obywatelska). Aux élections législatives de 2015, elle se présente au sein de la 20e circonscription (Varsovie-II) sur la liste Plateforme civique, et remporte l'élection avec (la liste ayant remporté 4 sièges dans la circonscription).
Au Parlement, elle devient membre de la Commission de l'éducation, des sciences et de la jeunesse, et de la Commission de la justice et des droits de l'homme. Elle travaille également au sein de la Commission de la numérisation, de l'innovation et des technologies modernes, de 2015 à 2016. Elle y préside le groupe parlementaire sur l'avenir de l'éducation. Lors des élections de 2019, elle se présente à sa réélection sur la même liste, et est réélue députée (ayant la deuxième place sur la liste, qui remporte 4 sièges).
Le 19 septembre 2023, lors d'un rassemblement électoral, des policiers traînent de force Kinga Gajewska dans une voiture de police. Les actions de la police sont alors largement critiquées, accusée de violer  l'immunité parlementaire et d'abus de pouvoir.
Elle est à nouveau réélue lors des élections parlementaires de 2023, ayant la première place sur la liste de la coalition menée par Plateforme Civique, qui remporte 4 sièges.